# Liste der Monuments historiques in Riquewihr
Die Liste der Monument historique in Riquewihr verzeichnet alle Monuments historiques in der elsässischen Stadt Riquewihr.

## Liste der Objekte
| Bezeichnung                      | Beschreibung                                       | Standort                                             | Kennzeichnung | Schutzstatus | Datum     | Bild           |
| -------------------------------- | -------------------------------------------------- | ---------------------------------------------------- | ------------- | ------------ | --------- | -------------- |
| Wandgemälde Jüngstes Gericht     | um 1500                                            | in der Kapelle St-Erard (Lage)                       | PM68000314    | Classé       | 1982      |                |
| Orgel                            | Ensemble aus PM68000313 und PM68000312             | in der protestantischen Kirche Ste-Marguerite (Lage) | PM68000930    | Classé       | 1976 1973 | weitere Bilder |
| Orgelprospekt                    | zwischen 1781 und 1783 von Christian Langes gebaut | in der protestantischen Kirche Ste-Marguerite (Lage) | PM68000313    | Classé       | 1976      | weitere Bilder |
| Instrumentalteil der Orgel       | von 1851 bis 1853 von Stiehr-Mockers gebaut        | in der protestantischen Kirche Ste-Marguerite (Lage) | PM68000312    | Classé       | 1973      | weitere Bilder |
| Orgel                            | Haupteintrag für PM68000315                        | in der katholischen Kirche Ste-Marguerite (Lage)     | PM68000931    | Classé       | 1986      | weitere Bilder |
| Instrumentalteil der Orgel       | 1853 von Stiehr-Mockers gebaut                     | in der katholischen Kirche Ste-Marguerite (Lage)     | PM68000315    | Classé       | 1986      | weitere Bilder |
| Gemälde Tod des heiligen Alexius | Ölfarbe auf Leinwand, um 1700                      | im katholischen Pfarrhaus (Lage)                     | PM68001530    | Inscrit      | 1995      |                |
| Votivbild                        | Ölfarbe auf Leinwand, 1810                         | im katholischen Pfarrhaus (Lage)                     | PM68001531    | Inscrit      | 1995      |                |
| Feuerglocke                      | Bronze, 1523 gegossen                              | in der protestantischen Kirche Ste-Marguerite (Lage) | PM68001629    | Inscrit      | 1996      |                |
| Gemälde Heilige Margaretha       | Ölfarbe auf Leinwand, vergoldeter Holzrahmen, 1748 | in der katholischen Kirche Ste-Marguerite (Lage)     | PM68001157    | Inscrit      | 1989      |                |
| Glocke Heilige Margaretha        | Bronze, 1722 gegossen                              | in der protestantischen Kirche Ste-Marguerite (Lage) | PM68001628    | Inscrit      | 1995      |                |